# Iota Canis Majoris
Iota Canis Majoris (ι CMa / 20 Canis Majoris / HD 51309) es una estrella en la constelación del Can Mayor de magnitud aparente +4,39.
Es una estrella distante situada a 2500 ± 250 años luz del sistema solar.
Iota Canis Majoris es una estrella blanco-azulada de tipo espectral B3Ib-II con características intermedias entre supergigante «menor» y una gigante luminosa.
Tiene una temperatura efectiva de 16.750 K y es enormemente luminosa, 46.000 veces más que nuestro Sol.
Su radio es 26 veces más grande que el radio solar y rota con una velocidad proyectada de 54 km/s —aunque su velocidad real puede ser muy superior—, implicando un período de rotación inferior a 24 días.
Aunque aún figura catalogada como variable Beta Cephei, hoy se piensa que no forma parte de dicho grupo.
En cuanto a su estado evolutivo, se piensa que Iota Canis Majoris, con una edad aproximada de 11 millones de años, recientemente ha terminado la fusión de su hidrógeno interno.
Su masa, 14 veces mayor que la masa solar, implica que acabará su vida explotando como una supernova, cuando será 100.000 veces más brillante que en la actualidad.